# Petrejoides chiapasae
Petrejoides chiapasae is een keversoort uit de familie Passalidae. De wetenschappelijke naam van de soort is voor het eerst geldig gepubliceerd in 1991 door Schuster.